# 苗栗縣通霄鎮通霄國民小學
苗栗縣通霄鎮通霄國民小學為苗栗縣通霄鎮的一所小學。

## 分校
日治時期，由於教育需求增加，通霄公學校開始廣設分校:488。1918年（大正七年）先設烏尾坑分校於苗栗一堡尾坑庄，後於1921年（大正十年）獨立為烏眉公學校，為今苗栗縣烏眉國民小學前身；1920年設南和分教場於苗栗郡通霄庄南和，1926年（大正15年）獨立為南和公學校，為今苗栗縣南和國民小學前身。1941年（昭和十六年），改名為通霄宮下國民學校後，於苗栗郡通霄庄白沙屯設立漣分教場，為今苗栗縣啟明國民小學前身:107。
中華民國政府則分別於1955年（民國四十四年）8月1日分設五福國民學校、1956年（民國四十五年）八月一日分設城中國民學校、1962年（民國五十一年）8月1日分設圳頭國民學校:489。

## 特殊教育資源
- 1977年（民國六十六年）8月1日由苗栗縣政府指定設置身心障礙啟智班。1994年（民國八十三年）9月1日改設身心障礙資源教室。
- 1990年（民國七十九年）8月1日創設資賦優異美術教育實驗班。[3]

## 社團活動
通霄國小原本無社團，2008年起陸續成立圍棋、直排輪、跆拳道和直笛等多元的社團活動，其中圍棋社已訓練出段位選手，也有學生在比賽中獲獎。另外，通霄地區壘球風氣盛行，當地國中也培育出多名中華台北奧運代表隊的女壘選手，在地方人士奔走下，通霄國小在2010年成立女壘隊，將運動向下札根。
少棒隊

## 歷任校長

### 光復前
- 第一任 岩邊知吉 民前六年六月十日到任
- 第二任 增 永 清 民前四年四月二十日到任
- 第三任 板田真木 民國四年四月一日到任
- 第四任 北野嘉里 民國七年四月三十日到任
- 第五任 金 井 勝 民國十年三月三十一日到任
- 第六任 橋邊一好 民國十七年四月五日到任
- 第七任 穎川定介 民國二十年三月三十一日到任
- 第八任 永 尾 昊 民國三十三年十一月二十四日到任

### 光復後
- 第一任 陳錫聰 民國三十四年十一月十五日~民國三十四年二月十四日
- 第二任 陳金城 民國三十四年二月十五日~民國三十六年八月二十二日
- 第三任 陳東甲 民國三十六年八月二十二日~民國四十一年八月三十一日
- 第四任 杜  煌 民國四十一年八月三十一日~民國四十四年十月六日
- 第五任 巫綤泉 民國四十四年十月六日~民國五十四年九月十四日
- 第六任 鄭森煌 民國五十四年九月十四日~民國六十二年五月三十一日
- 第七任 鍾才妹 民國六十二年八月一日~民國七十一年七月一日
- 第八任 邱雲炎 民國七十一年七月一日~民國八十二年二月一日
- 第九任 黃寅春 民國八十二年二月一日~民國八十四年一月三十一日
- 第十任 邱國松 民國八十四年二月一日~民國八十四年八月十五日
- 第十一任 鍾兆良 民國八十四年八月十六日~民國八十八年二月一日
- 第十二任 溫水木 民國八十八年二月一日~民國九十三年八月一日
- 第十三任 王水源 民國九十三年八月一日~民國九十六年二月一日
- 第十四任 邱濱文 民國九十六年二月一日~民國九十六年八月一日
- 第十五任 徐啟源 民國九十六年八月一日~民國一百零四年七月三十一日
- 第十六任 彭鴻原 民國一百零四年八月一日~民國一百一二年七月三十一日
- 第十七任 張傳源 民國一百一二年八月一日~迄今

## 外部連結
- 苗栗縣通霄國民小學 （页面存档备份，存于）
- 苗栗縣通霄國小的Facebook專頁